# 懿靖大貴妃
懿靖大貴妃（？—1674年），蒙古名德勒格德勒，滿文譯名娜木鍾（转写：Nam Jung），博爾濟吉特氏，蒙古族，阿霸垓部郡王額齊格諾顏之女，乌珠穆沁部塞冷额尔德尼之妻和喀尔喀车臣汗硕垒之妻阿海的妹妹。她本是林丹汗遗孀，後為清太宗皇太極之西大福晉（貴妃）。

## 早期生平
她原為末代蒙古可汗林丹汗的多羅大福晉，稱為囊囊福晉、囊囊太后或德勒格德勒太后。娜木钟一名出于《滿文老檔》原档记录，乾隆帝因避讳之故，下令以白纸贴盖，两百年未外传，满文原文不详:478—479。天聰八年 (1635年) 八月，林丹汗在西拉他拉（大草滩）去世。当月，囊囊太后生下林丹汗遗腹子阿布奈。
林丹汗死後，郭勒圖色臣和囊囊太后统管阿纥土蛮万户的察哈尔余众。天聰九年（1635年）五月二十七日，侍卫索诺木台吉率領一千五百户部民，共五千余人在西喇朱尔格归降后金，随从大臣达三十人。七月十四日，郭勒圖色臣携囊囊太后到达盛京城。可見囊囊太后掌握为数众多的察哈尔余部，並非大貝勒代善所稱那般無財帛牲畜。
皇太極命其兄长代善娶她为妻，谕曰：“此福晉乃察哈爾汗有名之大福晉，當娶之。”代善則回答：“此福晉雖為大福晉，然無財帛牲畜，我焉能養之？俟察哈爾另一大福晉蘇泰太后至，我欲娶之。”皇太極以眾人已商議將蘇泰太后賜給濟爾哈朗為由，拒絕了代善，並數次遣人諭令代善娶囊囊太后，代善始終未同意。阿巴泰台吉等人劝说皇太极，囊囊太后乃林丹汗的“多罗大福晋，汗宜纳之，不可嫁给他人”。皇太極表示，他已先娶了林丹汗遗孀窦土门福晋，再娶囊囊太后，“于义不合”。诸贝勒再三坚请，认为迎娶囊囊太后背后有着巨大的政治利益，是“天赐”而非“强娶”。过了月余，皇太极与娜木钟成婚，囊囊太后方才成為他的福晉之一。

## 宮廷生活
天聰十年（1636年），博爾濟吉特氏生下皇太極第十一女，即固倫端順長公主。及後，再生一子博穆博果爾（崇德六年，1642年生）。另有撫養一個蒙古女子的記載，該女名淑濟，後下嫁濟旺之子噶爾瑪德參。
崇德元年（1636年），皇太極登基，並冊封五宮福晉，西麟趾宮福晋（wargi da gosin i booi fujin）冊封為西大福晉（wargi amba fujin），汉文为貴妃。喀尔喀车臣汗硕垒曾致书娜木鐘，称“太后乃我皇后之妹”。娜木鐘是喀爾喀車臣汗硕垒的皇后阿海的姐姊，之前又是眾蒙古部落之主林丹汗的“多罗大福晋”。因此，喀尔喀蒙古及车臣汗两福晋均向娜木鐘献上礼物，仍然十分尊重她。
崇德二年七月的《清太宗实录》稱麟趾宫贵妃养女在关雎宫宸妃生下一子後，告訢皇太極有關「有火自天降入宫中」之事。此事的真實性待考，未知是否為皇太極為宸妃虛構出來的故事。崇德三年（1638年）元月，皇太極将她的姨甥女、乌珠穆沁部塞冷额尔德尼之女赐婚给贝子尼堪:272。崇德四年十二月十五日，《清太宗实录》記載喀尔喀部落马哈撒嘛谛汗派遣俄果托等人来到盛京，娜木鐘之妺阿海福金献給麟趾宫贵妃貂皮和马匹。
明代中后期至明末的紫禁城外东路仁寿殿区域内，已有景福门和景福宫存在。清皇室定鼎燕京后，皇太极遗孀们入往此處。包括国君福金哲哲、西麟趾宮福晉娜木鐘、以及若干位没有封号的福金等人。順治九年（1652年）十月丁卯，順治帝加封大貴妃和淑妃尊號，稱為懿靖大貴妃。
康熙二年（1663年）十一月，十二歲的和碩柔嘉公主下嫁靖南王耿仲明之曾孙三等子爵耿聚忠。內务府官員要擬定公主宴席上，太皇太后和仁宪皇太后等人所用的物品。他們請旨此次宴會上，东西二妃（即懿靖大贵妃和康惠淑妃）、二公主和格格們、乾清宫的福晋和阿哥们所用的物品是否由内务府来备办。同年，懿靖大貴妃與康惠淑妃居住在慈宁宫宫院北部的两妃宫，皇太极的庶妃則随孝庄文皇后居住在慈宁宫宫院内的几处宫殿内。根據《康熙起居注》的記載，康熙帝都是先去太宗贵妃宮省视娜木鐘，再到太皇太后、皇太后宮向她們請安。康熙十三年（1674年），懿靖大貴妃病逝於北京。

## 备注
1. 1 2  宝音初古拉文章[1]中，德勒格德勒（dlegdle）、德勒格德勒太后（dlegdle tayiqu）一名来源于达尔麻著《金轮千辐》。
2. 1 2  宝音初古拉文章[1]中，娜木钟一名来源于《清皇室四谱·卷二》。
3. ↑  囊囊太后有汉语“娘娘皇后”之意[1]。
4. ↑  宝音初古拉文章[1]中，此事记于《蒙古源流》。

## 延伸阅读
[在维基数据编辑]
 《清史稿/卷214》，出自趙爾巽《清史稿》